# The Highwayman (2000)
The Highwayman (Alternativtitel: Highwayman – Der Höllentrip) ist ein US-amerikanisch-kanadisches Filmdrama aus dem Jahr 2000. Regie führte Keoni Waxman, das Drehbuch schrieb Richard Beattie.

## Handlung
Ziggy Watson gerät in einen Raubüberfall, den „Breakfast“ und „Panda“ begehen. Sie hilft den Männern bei der Flucht und bittet sie, gemeinsam mit ihr nach Toronto zu reisen. Dort sucht sie ihren Vater, den sie noch nie gesehen hat. Ihr Freund Walter begleitet sie.
Watson lernt Francis B. Drake kennen und hält ihn für ihren Vater. Drake verliert seine bisherige Stelle und arbeitet für Phil Bishop als Mitarbeiter eines Telefondienstes. Er wird von seinem Chef schlecht behandelt.
Drake, Breakfast sowie Panda organisieren einen bewaffneten Raubüberfall auf das Juweliergeschäft, in dem Watson arbeitete. Sie werden von Walter und von der Polizei verfolgt.

## Hintergrund
Der Film wurde in Phoenix (Arizona), in Toronto und in Uxbridge (Ontario) gedreht. Er wurde in Deutschland im September 2001 direkt auf Video veröffentlicht.

## Kritiken
Brian Webster schrieb im Apollo Movie Guide, der Film zeige, dass das zeitgenössische Filmemachen „sehr, sehr schlechten Trends“ unterliege. Der uninspirierte, „ekelerregende“ und „gegenstandslose“ Film habe nichts zu sagen. Er sei eine mutierte Form von Pulp Fiction mit zahlreichen Schießereien. Die Darstellungen seien nicht besonders schlecht.
Die Zeitschrift TV Spielfilm schrieb, der Film sei „bleihaltig und konfus“.

„Ein leichenreiches Roadmovie, dem man einen gewissen Waffenfanatismus nicht absprechen kann und das zu offensichtlich nach den Tarantino-Erfolgen schielt. Überzeugende Darsteller können den gewalttätigen Film auch nicht retten.“